# Jumpin' Gene Simmons
Jumpin' Gene Simmons, född 10 juli 1933 i Itawamba County i Mississippi, död 29 augusti 2006 i Tupelo i Mississippi, var en amerikansk rockabillysångare och låtskrivare.
Simmons inledde sin sångarkarriär hos Sun Records 1958. Han var vid flera tillfällen förband vid Elvis Presleys konserter.
Han hade sin största hit på Hi Records 1964 med låten Haunted House som nådde 11:e plats på Billboardlistan. Haunted House spelades sedermera in av Compton Brothers, Jerry Lee Lewis och Hasil Adkins. Hans låt Peroxide Blonde in a Hopped Up Model Ford har spelats in av Brian Setzer.

## Diskografi
- 1987 – Goin' Back to Memphis
- 1998 – 706 Union Ave. And Beyond